# アレグランサ島
アレグランサ島（スペイン語: Isla de Alegranza, スペイン語発音: [aleˈɣɾanθa], ローカル発音: [aleˈɣɾansa]）は、アフリカ大陸沖合の北大西洋に浮かぶカナリア諸島の島。無人島であり、スペイン・カナリア諸島州ラス・パルマス県テギセに属する。

## 地理
カナリア諸島でもっとも北、もっともスペイン本土に近い島であり、10km南にあるランサローテ島やラ・グラシオーサ島などとともにチニホ群島を構成する。また、ラ・グラシオーサ島などとともに、ランサローテ島にあるテギセの自治体域に含まれる。
面積は10.202km2である。島の南西部には直径約1.1kmのクレーターを持つ火山があり、この火山の標高は島内最高の289mである。2番目に高い山は256mのロボス山であり、3番目にはラ・ラパグラが続く。島の北側は比較的平坦である。アレグランサ島はチニホ群島自然公園の一部である。2015年にこの島を含むチニホ群島はランサローテ島と共にユネスコ世界ジオパークに指定される。島に居住者はいない。

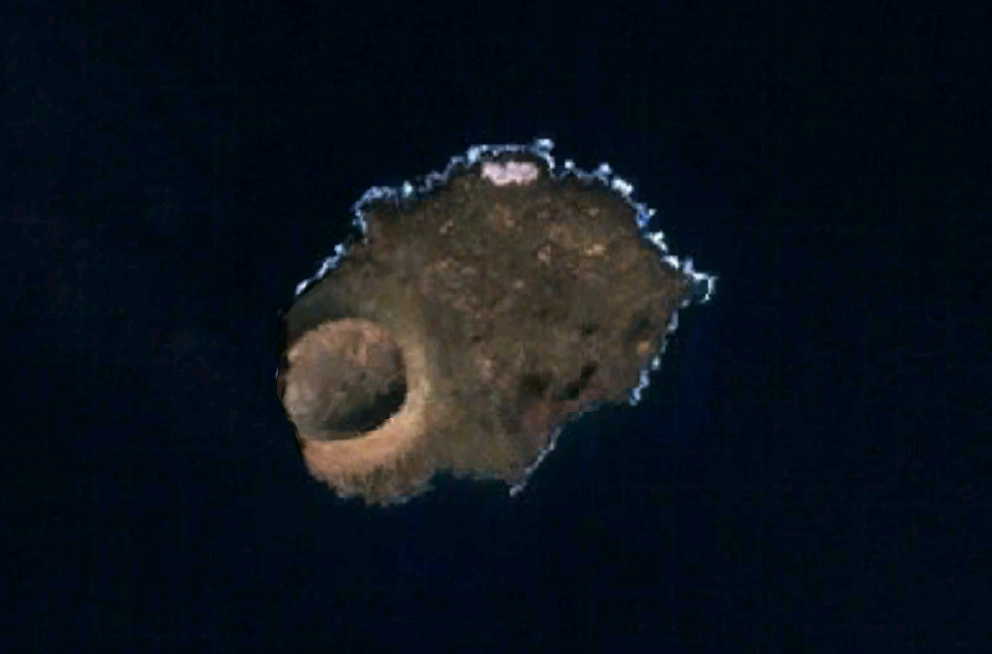
アレグランサ島の衛星画像
アレグランサ島の3D画像

## 歴史
島の名称は「喜び」を意味するスペイン語に由来する。島を発見したジャン・ド・ベタンクールがその際に喜びを感じたことが、名称の由来であるとする研究者もいる。1940年代以降はホルダン＝マルティノン家によって島の土地が所有されている。島の東端には1861年から1865年に建設されたプンタ・デルガーダ灯台が建っており、この灯台は2002年に重要文化財 (BIC) として指定された。

## アレグランサ島が登場する作品
- 『機動戦士ガンダム ククルス・ドアンの島』（2022年、アニメ映画）